# Borghetto Santo Spirito
Borghetto Santo Spirito (ligur nyelven U Burghettu Santu Spiritu) település Olaszországban, Liguria régióban, Savona megyében. Lakosainak száma 4600 fő (2023. január 1.). Borghetto Santo Spirito Boissano, Ceriale, Toirano és Loano községekkel határos.

## Népesség
A település népességének változása:
| Lakosok száma | 4850 | 4802 | 4600 |
|               | 2017 | 2018 | 2023 |